# Polystachya nyanzensis
Polystachya nyanzensis är en orkidéart som beskrevs av Alfred Barton Rendle. Polystachya nyanzensis ingår i släktet Polystachya och familjen orkidéer. Inga underarter finns listade i Catalogue of Life.
Artens utbredningsområde anges som Centralafrikanska republiken och Uganda.

## Bilder

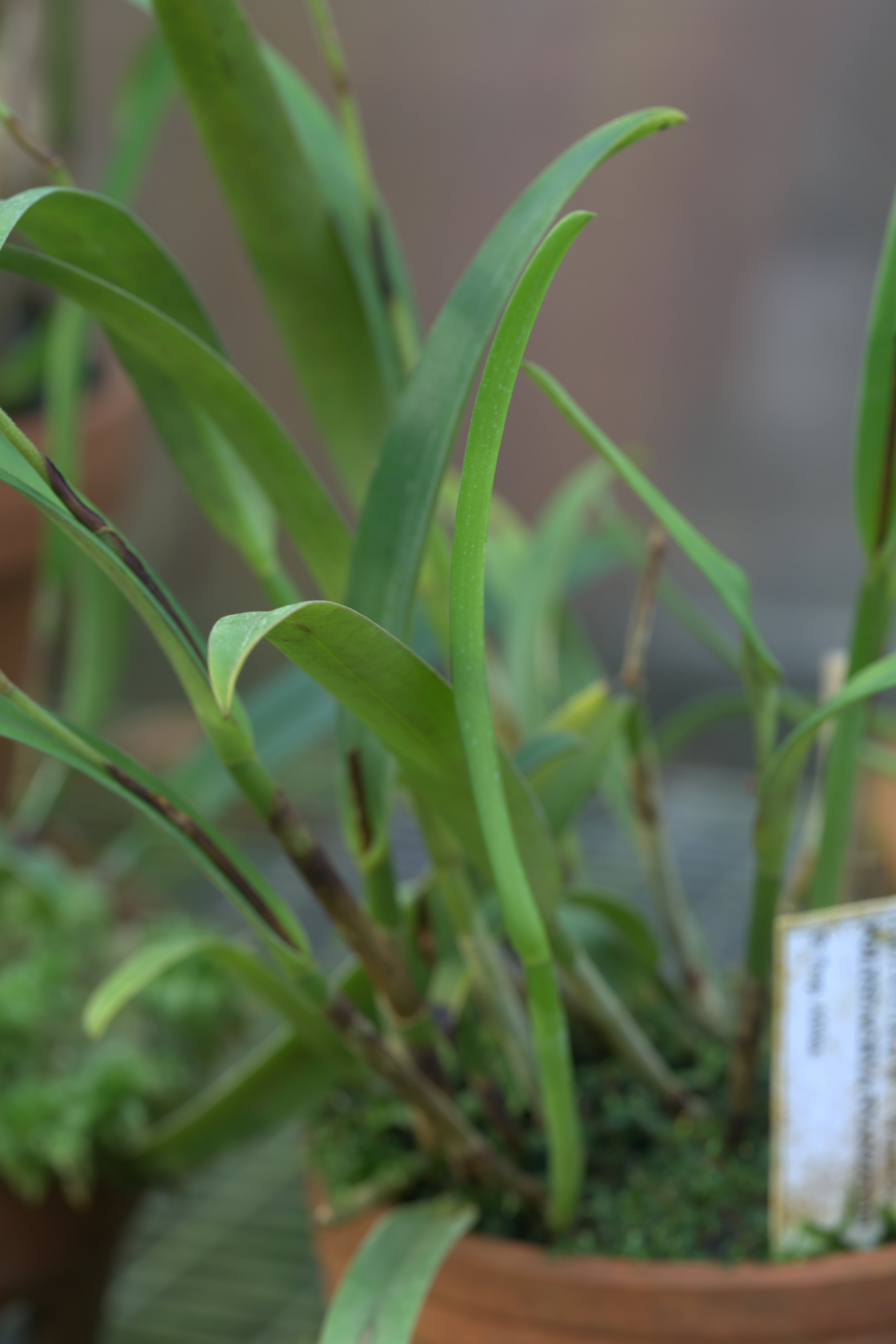